# Клімкі (Підляське воєводство)
Клімкі (пол. Klimki) — село в Польщі, у гміні Чарна-Білостоцька Білостоцького повіту Підляського воєводства.
Населення — 126 осіб (2011).
У 1975-1998 роках село належало до Білостоцького воєводства.

## Демографія
Демографічна структура станом на 31 березня 2011 року:
|          | Загалом | Допрацездатний вік | Працездатний вік | Постпрацездатний вік |
| -------- | ------- | ------------------ | ---------------- | -------------------- |
| Чоловіки | 62      | 8                  | 47               | 7                    |
| Жінки    | 64      | 13                 | 35               | 16                   |
| Разом    | 126     | 21                 | 82               | 23                   |